# Melasse
Melasse er et restprodukt fra sukkerindustrien. Det er den brune tyktflydende substans, som bliver tilbage efter man har udvundet sukker fra sukkerroer eller sukkerrør. Melasse indeholder ca. 60% sukker. Melasse er klistret og binder derfor støv godt, hvorfor det ofte bruges i produktion af foderblandinger til f.eks. heste. Sukkermelasse benyttes også til produktion af rom i spiritusindustrien. Ved produktion af gær til brødbagning er melasse et vigtigt råmateriale.

## Næringsværdi
Melassen indeholder næsten alle næringsstofferne fra det oprindelige sukker-materiale (roer, rør eller lign.) man har forarbejdet. Derfor har melasse en vis næringsværdi (også for mennesker) med mange mineraler og sporstoffer. Det gælder eksempelvis calcium, magnesium, kalium, jern og visse B vitaminer. Indholdet afhænger af hvilket sukker-materiale man arbejder med og hvor meget man har raffineret det.
Blandet i dyrefoder, øger roemelasse dyrets foderoptagelse og giver således forudsætninger for en høj og jævn dyreproduktion. De letfordøjelige kulhydrater (saccharider) stimulerer mikroorganismerne i vommen hos drøvtyggere.
Melasse hedder på engelsk 'Molasses'. Den særlige 'Blackstrap molasses' - der ikke har noget særligt navn på dansk - betegner den melasse-sirup der bliver tilbage efter den allerkratigste sukker-raffinering. 'Blackstrap molasses' indeholder således lidt flere næringsstoffer end andre almindelige melasse-produkter og har af den grund fundet anvendelse indenfor helsekosten.

## Anvendelse
- Alkoholiske drikke
  - Rom.
- Dyrefoder
- Menneskeføde
  - gærprodukter
  - bagning
  - helsekost
  - smagsgiver, eksempelvis til kaffe eller i baked beans.
  - som lage til sprængning af kød
- Tobaksprodukter
  - Vandpibetobak